# Okrug Quay, Novi Meksiko
| Quay                                                       |                              |
| Zemljovid Novog Meksika s označenim okrugom Quayom.        |                              |
| Zemljovid SAD s označenom saveznom državom Novim Meksikom. |                              |
| Osnovan:                                                   | 28. veljače 1903.            |
| Sjedište:                                                  | Tucumcari                    |
| Najveće naselje:                                           | Tucumcari                    |
| Površina:                                                  | 7.464 km2                    |
| Br. stanovnika (2010.):                                    | 8.662                        |
| Kongresni okrug:                                           | 3.                           |
| Vremenska zona:                                            | Stjenjačko vrijeme: UTC-7/-6 |
| Službene stranice:                                         | http://quaycounty-nm.gov/    |

Quay je okrug u američkoj saveznoj državi Novom Meksiku.

## Stanovništvo
Prema popisu stanovništva 2010., stanovnici su 86,1% bijelci, 1,1% "crnci ili afroamerikanci", 1,2% "američki Indijanci i aljaskanski domorodci", 1,0% Azijci, 0,0% Havajci ili tihooceanski otočani, 3,4% dviju ili više rasa, 7,2% ostalih rasa. Hispanoamerikanaca i Latinoamerikanaca svih rasa bilo je 42,4%.

## Vanjske poveznice
- Postal History Poštanski uredi u okrugu Quayu, Novi Meksiko